# Nevis Peak
Der Nevis Peak (auch: Mount Nevis) ist ein 985 m hoher Schichtvulkan auf der karibischen Insel Nevis.
Die letzte Eruption liegt circa 100.000 Jahre zurück, jedoch zeigt sich in Form von am Küstenhang vorkommenden Fumarolen und heißen Quellen auch heute noch leichte vulkanische Aktivität. Die Möglichkeit eines künftigen Ausbruchs kann nicht ausgeschlossen werden.
Die steileren Hänge des Vulkans sind landwirtschaftlich unnutzbar. Trotz der auf der Insel recht starken Nutzung des Kulturbodens (hauptsächlich Zuckerrohr) blieb der Vulkan, der einen großen Teil des Hinterlands einnimmt, fast unberührt. So blieb die ursprüngliche Flora und Fauna größtenteils erhalten. Die tieferen Lagen sind mit Wald bedeckt, weiter oben gibt es tropischen Regenwald. An der Spitze, die die meiste Zeit wolkenverhangen ist, existiert Wolkenwald. Am Nevis Peak leben unter anderem Vögel wie die Antillentaube und die Schnurrbarttaube sowie die Grüne Meerkatze, die eingeschleppt wurde und heimisch geworden ist. Die Pflanzenwelt beinhaltet fünf verschiedene Arten von Baumfarnen, einige Helikonien-Arten und mehrere kleine wilde Orchideen-Arten.
Es ist möglich, den Vulkan zu besteigen, jedoch gilt die steile Wanderung, für die etwa 4 Stunden veranschlagt werden, als eine der schwierigsten der Karibik. Sie wird daher meist mit der Hilfe einheimischer Führer bewältigt. Wenn die Spitze komplett wolkenfrei ist, bietet sich ein bemerkenswerter Ausblick, nicht nur über Nevis, sondern auch über den Atlantischen Ozean, die Karibik und viele der Inseln über dem Winde. Dies ist jedoch nur selten der Fall.
Auf dem Nevis Peak treffen die fünf parishes von Nevis aufeinander. Der Gipfel bildet somit ein Fünfländereck auf kommunaler Ebene.